# Horná Ždaňa
Horná Ždaňa (bis 1927 slowakisch auch „Horná Ždáňa“; ungarisch Felsőzsadány – bis 1892 Felsőzsdány) ist eine Gemeinde in der Mitte der Slowakei mit 528 Einwohnern (Stand 31. Dezember 2024), die zum Okres Žiar nad Hronom, einem Teil des Banskobystrický kraj, gehört.

## Geographie
Die Gemeinde befindet sich im Talkessel Žiarska kotlina am Mittellauf des Hron, am Osthang des Vogelgebirges im Tal des Prochotský potok. Das Ortszentrum liegt auf einer Höhe von 296 m n.m. und ist 12,5 Kilometer von Žiar nad Hronom entfernt.
Nachbargemeinden sind Prestavlky im Norden, Dolná Trnávka im Osten, Dolná Ždaňa im Süden, Bzenica im Südwesten, Hrabičov und Ostrý Grúň im Westen und Prochot im Nordwesten.

## Geschichte

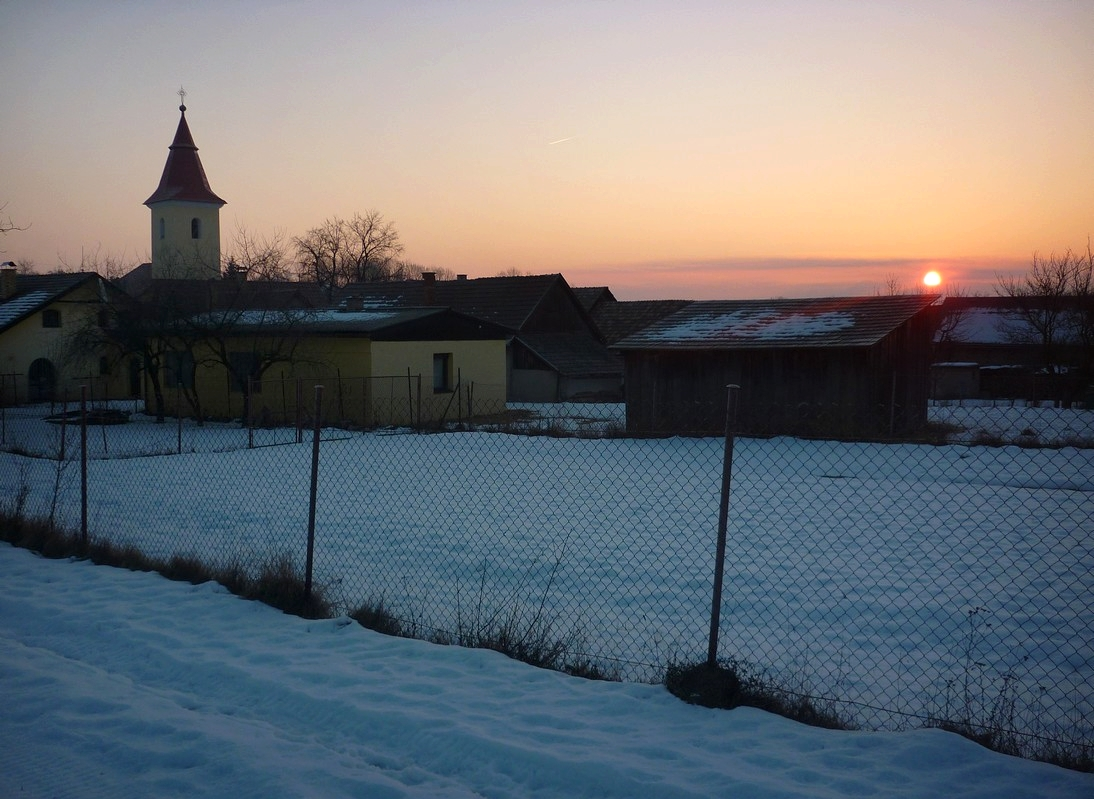
Simon-und-Judas-Kirche beim Sonnenaufgang

Horná Ždaňa wurde zum ersten Mal 1391 als Sdan schriftlich erwähnt und gehörte zu dieser Zeit zum Herrschaftsgebiet der Burg Revište. Nach dem Aussterben des Geschlechts Dóczy war für die Verwaltung des Ortes die Schemnitzer Bergkammer zuständig. 1601 gab es zwei Landsitze, je eine Herrschafts- und Pfarreimühle sowie 37 Häuser. 1715 hatte die Ortschaft eine Mühle und 38 Steuerpflichtige, davon sechs Handwerker. 1828 zählte man 48 Häuser und 324 Einwohner, die als Landwirte beschäftigt waren.
Bis 1918 gehörte der im Komitat Bars liegende Ort zum Königreich Ungarn und kam danach zur Tschechoslowakei beziehungsweise heute Slowakei. In der ersten tschechoslowakischen Republik bewahrte Horná Ždaňa den landwirtschaftlichen Charakter. Im Frühling 1945 wurden in einer Vergeltungsaktion der Wehrmacht 35 Häuser in Brand gesetzt und erwachsene Männer in die Konzentrationslager abgeschleppt. Nach dem Zweiten Weltkrieg arbeitete ein Großteil der Bevölkerung in Industriebetrieben der Region und in Wäldern.

## Bevölkerung
| Jahr                | 1994 | 2004    | 2014    | 2024    |
| ------------------- | ---- | ------- | ------- | ------- |
| Anzahl der Personen | 510  | 542     | 553     | 528     |
| Unterschied         |      | +6,27 % | +2,02 % | −4,52 % |

| Jahr                | 2023 | 2024    |
| ------------------- | ---- | ------- |
| Anzahl der Personen | 535  | 528     |
| Unterschied         |      | −1,30 % |

Nach der Volkszählung 2011 wohnten in Horná Ždaňa 546 Einwohner, davon 526 Slowaken, vier Roma sowie jeweils ein Magyare und Tscheche. 14 Einwohner machten keine Angabe zur Ethnie.
447 Einwohner bekannten sich zur römisch-katholischen Kirche, 10 Einwohner zur Evangelischen Kirche A. B. sowie jeweils ein Einwohner zu den Brethren und zu den Siebenten-Tags-Adventisten. 60 Einwohner waren konfessionslos und bei 27 Einwohnern wurde die Konfession nicht ermittelt.

## Bauwerke und Denkmäler
- römisch-katholische Simon-und-Judas-Kirche aus dem 16. Jahrhundert, mit dem 1720 hinzugebauten Turm
- zwei Wassermühlen aus dem 20. Jahrhundert
- SNP-Denkmal aus dem Jahr 1949